# Zastava Kanara
Zastava Kanara je službeno prihvaćena 16. kolovoza 1982. Sastoji se od tri okomita polja bijele, plave i žut boje. Državna zastava na sebi ima i grb Kanara, dok je na civilnoj grb izostavljen. 
Zastava svoje porijeklo vuče iz pokreta Canarias Libre 1960-ih. Zastavu su dizajnirali Carmen Sarmiento i njezini sinovi Arturo i Jesus Cantero Sarmiento, te su je prvi put prikazali (u papirnatom izdanju) 8. rujna 1961. Plava i bijela boja predstavljaju provinciju Santa Cruz de Tenerife, a plava i žuta provinciju Las Palmas. 